# Monumento ai caduti della prima guerra mondiale (Erba)
Il Monumento ai caduti della prima guerra mondiale, progettato nel 1926
 dall'architetto razionalista Giuseppe Terragni e realizzato tra il 1928 e 1931, si trova ad Erba, al termine del corso 25 aprile.

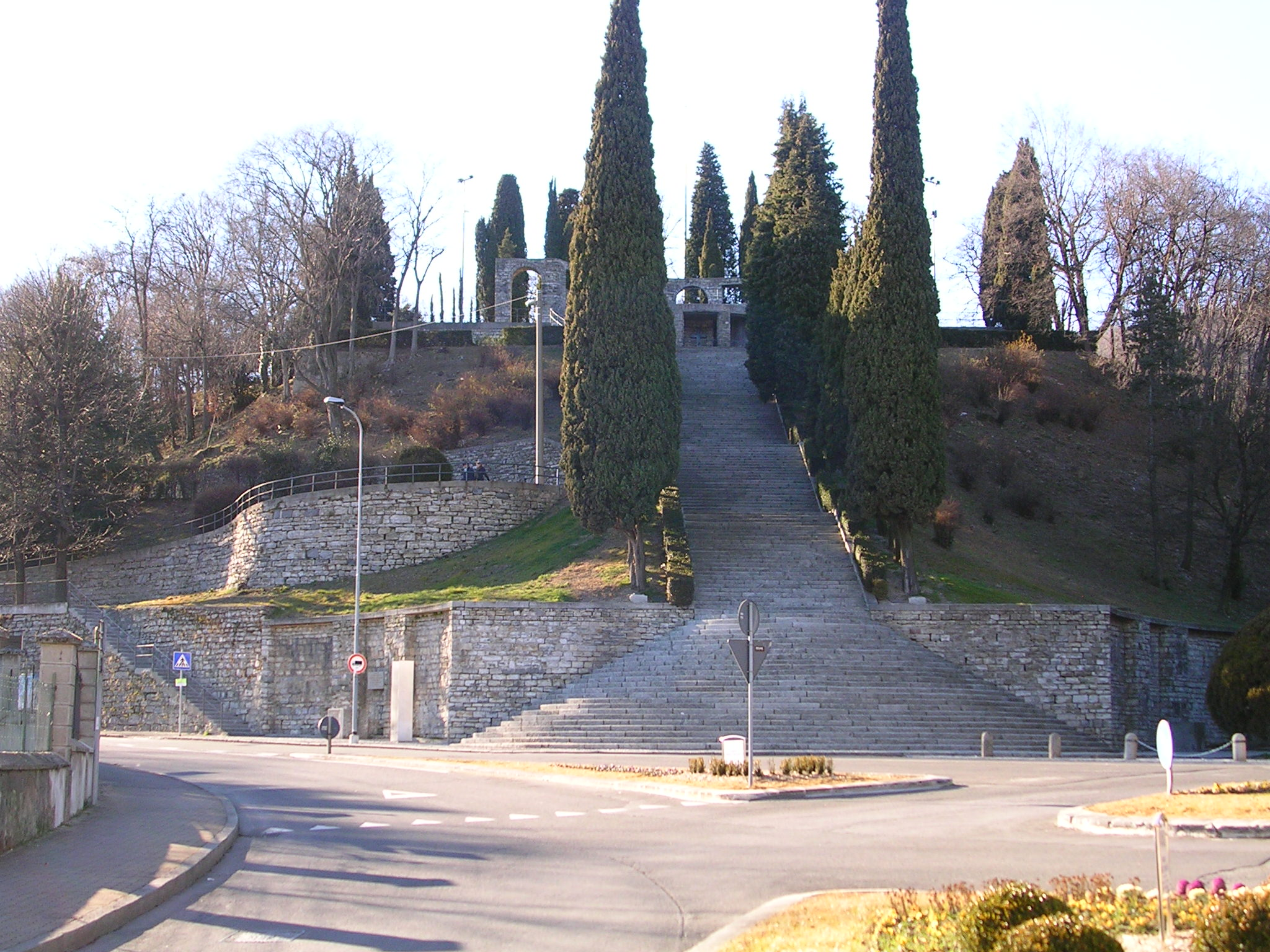
Il Monumento ai caduti visto dal piano stradale

Il Monumento doveva in origine essere costruito vicino al Duomo, ma i cittadini non erano d'accordo, perciò si decise di farlo presso i giardini, non lontano da villa Majnoni, sede del Municipio, e adiacente a Villa Clerici.
Consiste in una  lunga scalinata in pietra e ciottoli di fiume contornata da cipressi, che supera, seguendo il pendio naturale, un dislivello di circa venticinque metri. La scalinata è costituita da quattro rampe e tre pianerottoli ed è orientata da ovest ad est verso il centro cittadino e verso la chiesa di Santa Maria Nascente. In cima alla scalinata vi è un cannone d'epoca, due mortai, una nicchia con incisi i nomi dei caduti e la cripta del sacrario, attorno al quale una doppia scala sale fino alla terrazza superiore, ricoperta da un manto erboso, che ospita un'esedra in pietra con portali ad architrave e ad arco.
Al di sopra dei portali di accesso alla cripta vi è la scritta "Per quelli che furono, per quelli che sono, per quelli che saranno".
La cripta custodiva un pannello in bronzo di Lucio Fontana, rappresentante la Vittoria, rimosso per ordine del podestà di Erba nel 1936 e quindi fuso.
(da una lettera di Terragni a Pietro Maria Bardi)